# Аюб Абделлауї
Аюб Абделлауї (араб. أيوب عبد اللاوي; нар. 16 лютого 1993, Регая) — алжирський футболіст, захисник алжирського клубу МК «Алжир».
Виступав, зокрема, за клуб «УСМ Алжир», а також олімпійську збірну Алжиру.

## Клубна кар'єра
У дорослому футболі дебютував 2013 року виступами за команду клубу «УСМ Алжир».
У 2018 році підписав контракт з швейцарським «Сьйоном».
29 серпня 2021 року Абделлауї перейшов до клубу з Саудівської Аравії «Аль-Іттіфак». 12 липня 2022 року повернувся на батьківщину, де уклав контракт з командою МК «Алжир».

## Виступи за збірну
2016 року захищав кольори олімпійської збірної Алжиру. У складі цієї команди провів 7 матчів. У складі збірної — учасник футбольного турніру на Олімпійських іграх 2016 року у Ріо-де-Жанейро.
З 2017 року залучається до лав національної збірної Алжиру.

## Титули та досягнення
«УСМ Алжир»
- Чемпіонат Алжиру (2): 2013-14, 2015-16
- Володар Суперкубка Алжиру (2): 2013, 2016

Алжир
- Переможець Кубка арабських націй: 2021[8]